# Kunratické Švýcarsko

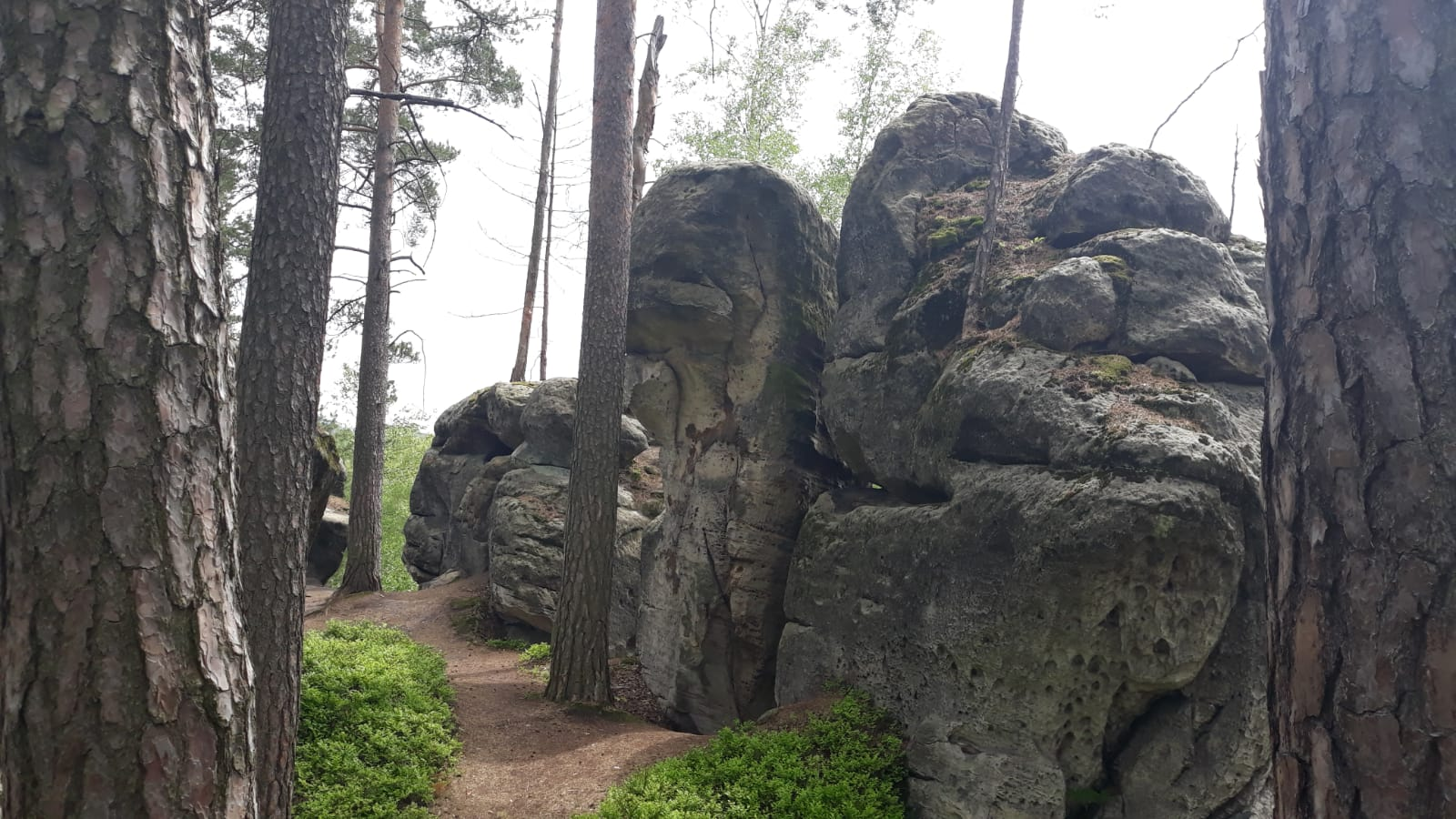
Pískovcové útvary Kunratického Švýcarska

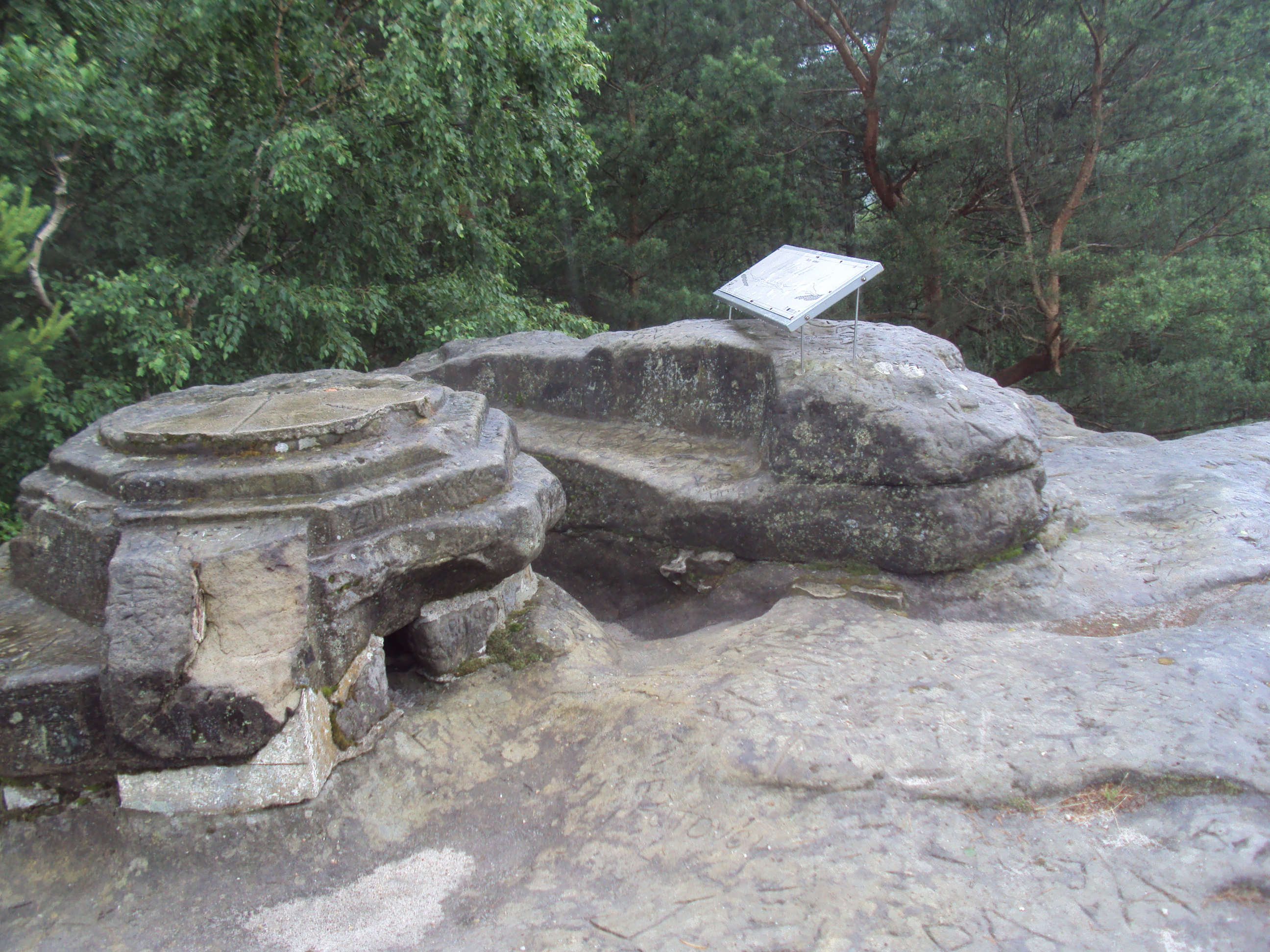
Osmiboký kamenný stůl s lavicí na vrcholu Dutého kamene

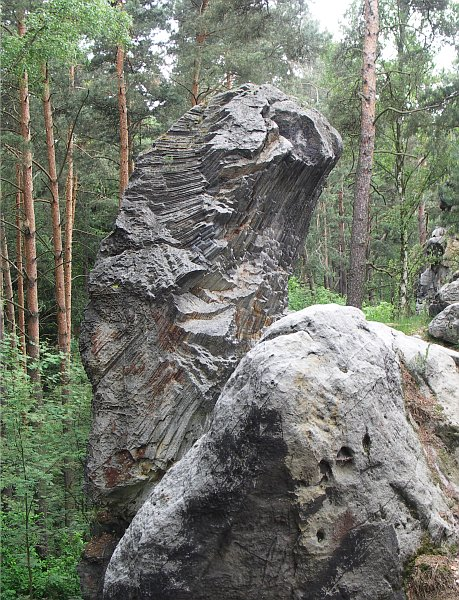
Skalní suk ve tvaru „vějíře“ v lokalitě Dutý kámen

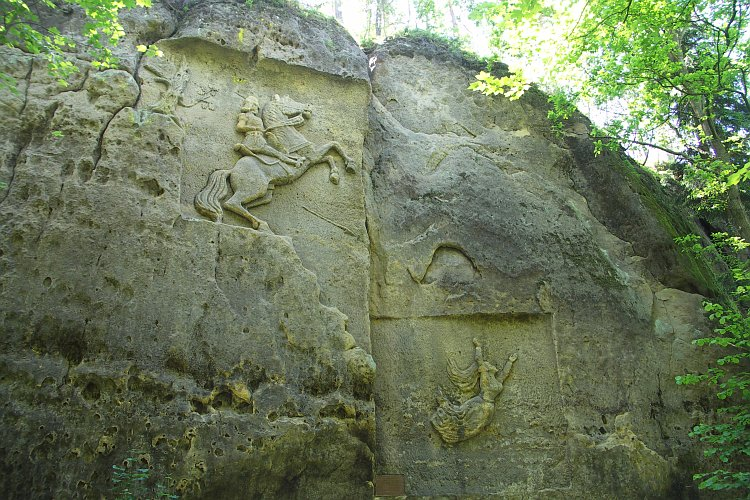
Romantický skalní reliéf – Skála smrti

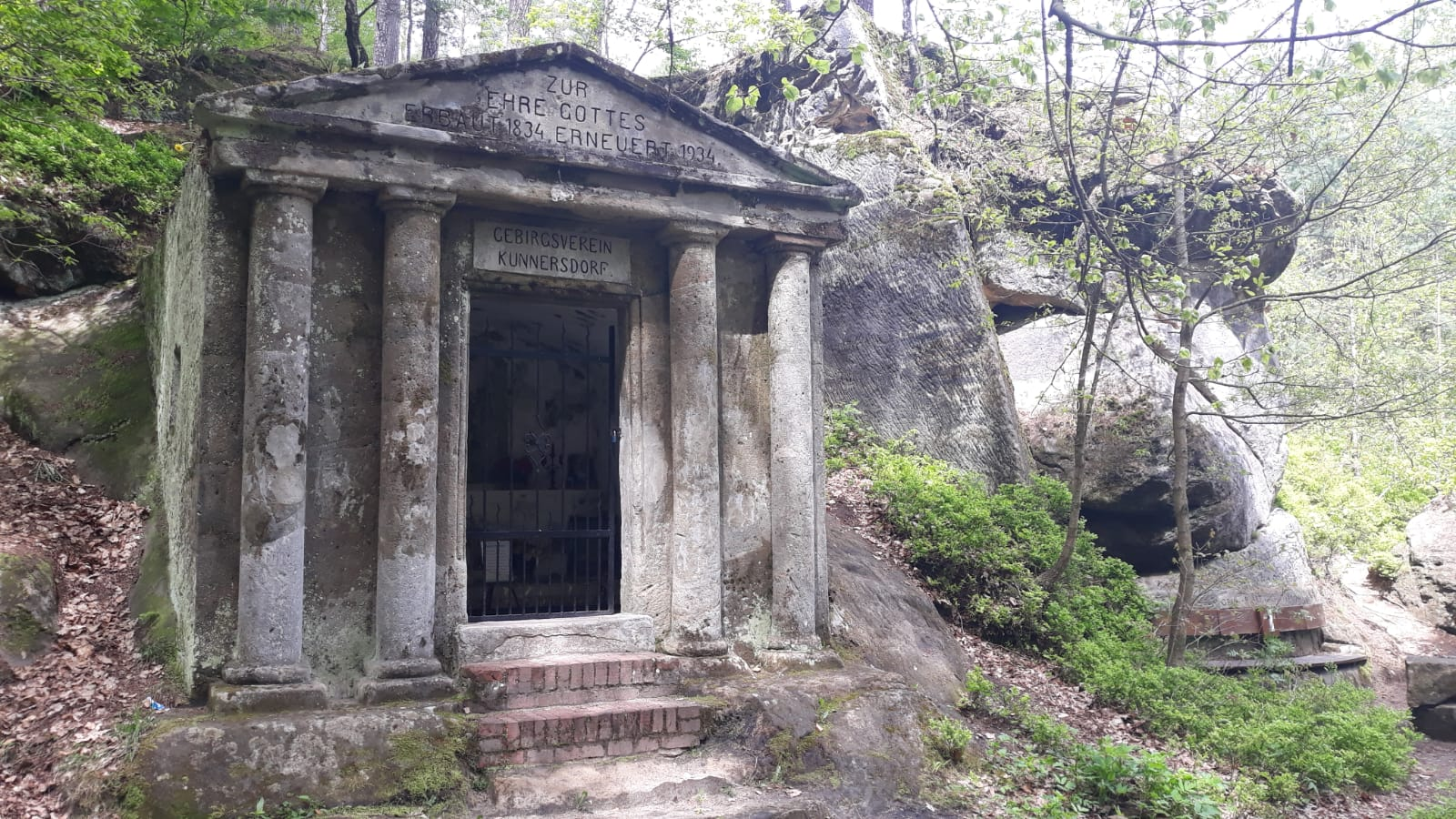
Do pískovcové skály vytesaná lesní kaplička u Kunratic

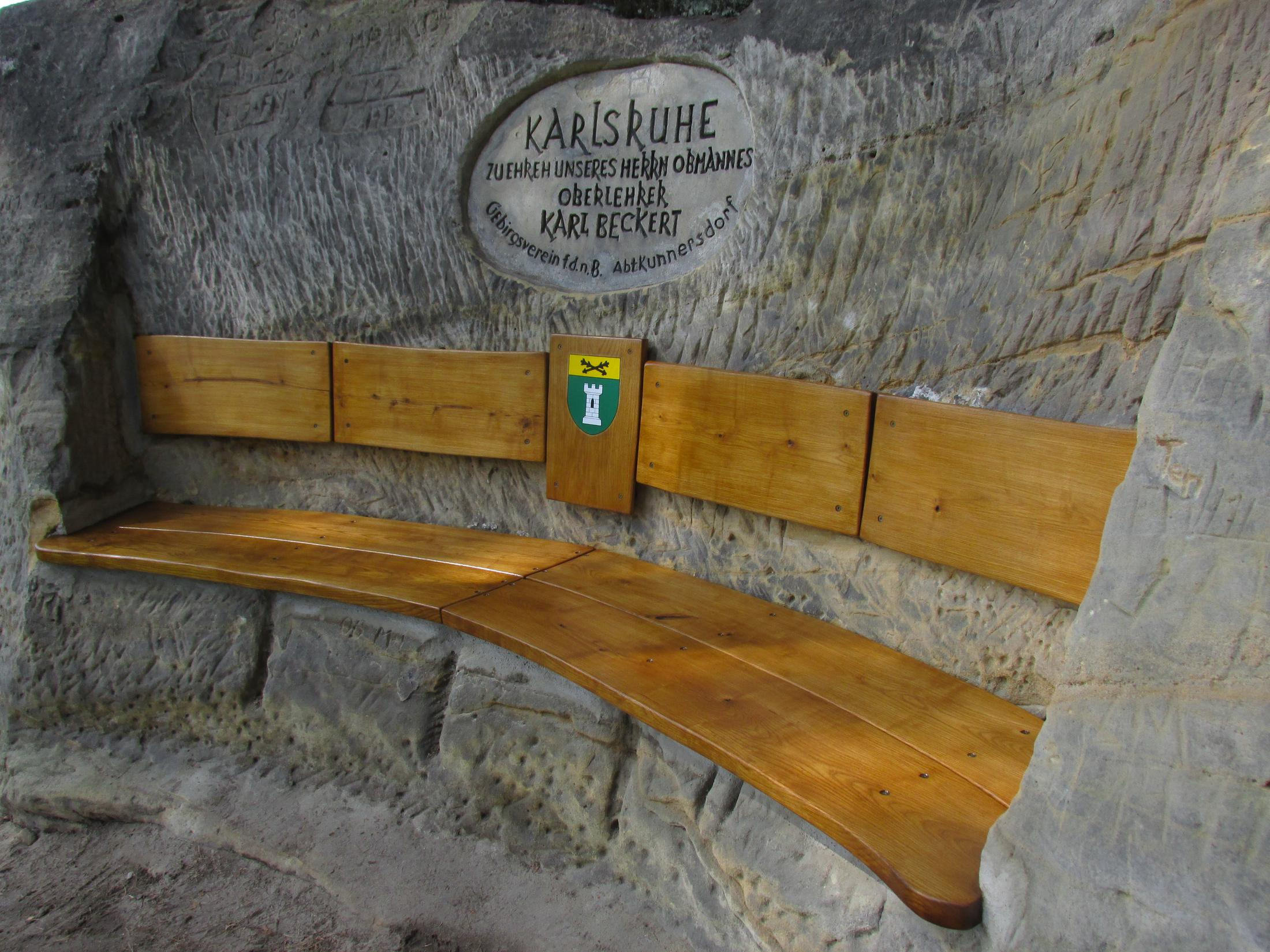
Lavička ve skalním převisu Karlova odpočinku

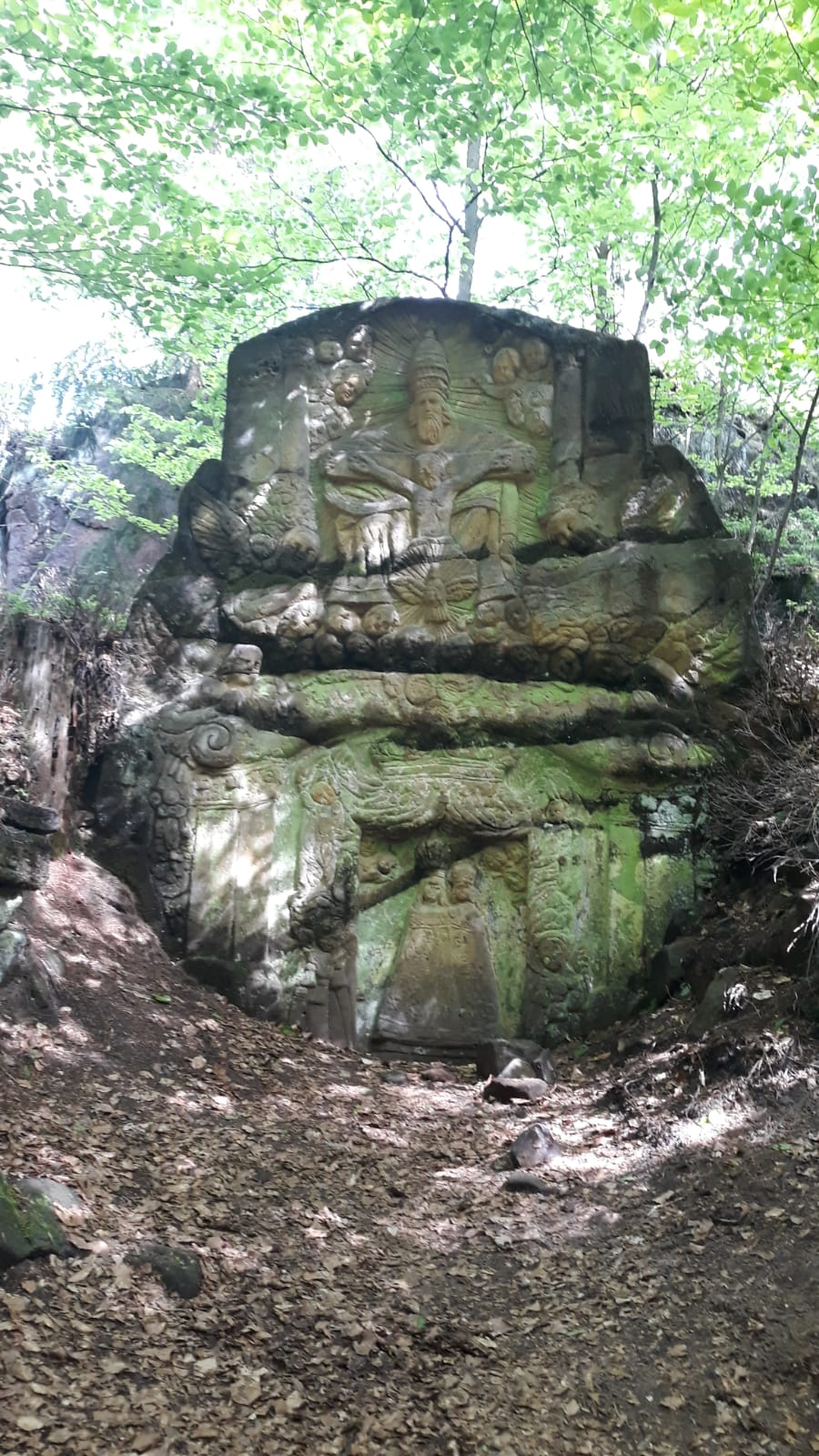
Kamenný oltář Nejsvětější Trojice

Kunratické Švýcarsko (německy Kunnersdorfer Schweiz) je označení pro turistickou oblast (malé skalní město) s výskytem nižších pískovcových útvarů, skalních reliéfů a čedičových vějířů a varhan, která se nachází východně od obce Drnovec nedaleko města Cvikov u České Lípy. Oblast se zařazuje do Cvikovské pahorkatiny, jenž je geomorfologickou součástí Zákupské pahorkatiny.

## Historické názvy a rozsah oblasti
Původní název Kunratické skály označoval skalnaté území rozkládající se v přibližně trojúhelníkovité oblasti ohraničené silnicemi:
- z Drnovce do Kunratic u Cvikova;
- z Drnovce do Mařeniček;
- z Kunratic u Cvikova do Mařeniček.

Ještě dříve se uvedené území jmenovalo Mühlflorssteine a to podle dávno již zaniklého mlýnského náhonu. Označení Kunratické Švýcarsko bylo nejspíše inspirováno známější oblastí pískovcových skal v severních Čechách – Českým Švýcarskem. Oblast Kunratického Švýcarska byla v době od poloviny 19. století až do konce druhé světové války turisty často navštěvovanou lokalitou, ale postupem času (hlavně po odsunu místního německého obyvatelstva) upadly Kunratické skály do zapomnění. S oživením turistického ruchu v tomto regionu došlo k topografickému „rozšíření“ pojmu Kunratické Švýcarsko a tak toto označení zahrnuje i poněkud širší okolí Kunratic (především západním směrem až k obci Svor) a to včetně pískovco–magmatického hřbetu Dutý kámen (asi 0,5 km vzdušnou čarou jižně od středu obce Drnovce v katastru obce) a Skály smrti (asi 1,5 km vzdušnou čarou jižním směrem od středu obce Kunratice u Cvikova v katastrálním území obce).

## Horský spolek pro nejsevernější Čechy
V této oblasti působila koncem 19. a v první polovině 20. století místní sekce Horského spolku pro nejsevernější Čechy (Gebirks-Verein für das Nödlichste Böhmen), který měl v Kunraticích svou pobočku. Členové Horského spolku se starali o údržbu a značení turistických cest, zajišťovali stavbu laviček a zvelebovali okolí i tak, že nejzajímavější vyhlídky a romantické skalní partie Kunratických skal spojili (5. listopadu 1933) do vycházkového okruhu. Tento okruh byl pojmenován po amatérském umělci a členovi Horského spolku četnickém strážmistrovi Karlu Bundesmannovi.

## Reliéfní tvorba
V 19. a na počátku 20. století bylo v této oblasti vytvořeno několik uměleckých děl vytesaných do pískovcových skal. Jednalo se převážně o díla dvou členů Horského spolku – amatérských umělců: řídicího učitele (později nadučitele ve výslužbě) ze školy v Drnovci Karla Beckerta (předsedy místního Horského spolku) a četnického strážmistra ve výslužbě Karla Bundesmanna. Řídicí učitel Karel Beckert i „wachmajstr“ Karel Bundesmann (zemřel začátkem srpna roku 1933) byli rodáci z Kunratic, přátele, které spojovala stejná záliba – tesání romantických reliéfů do pískovcových skal v nejbližším okolí Kunratic. V roce 1910 vytvořili jižně od Kunratic v takzvaném Mühltalu respektive Müllerlochu na Skále smrti reliéf rytíře na vzpínajícím se koni, před nímž se dívka zachraňuje riskantním skokem do hlubiny. O několik let později (v roce 1913 až 1914) v rámci úprav výletního místa na skalním masivu Dutý kámen vytesali v jižní části této přírodní památky (u úzkých schodů vedoucích na vrcholovou plošinu Široký kámen) do pískovce reliéf hlavy básníka Theodora Körnera.

## Přírodní pozoruhodnosti

### Dutý kámen
Dutý kámen je ojedinělý přírodní pískovcový hřbet s převýšením 30 metrů nad okolní terén. Unikátnost této lokality spočívá v tom, že je zde dobře znatelné působení sopečného magmatu na pískovec, díky němuž vznikly pěti a šestiboké sloupky vysoké dva až tři metry, ve tvaru obilného snopu. Bývají nazývány „vějíř“ či „varhany“.
Kromě výše zmíněného reliéfu lze v této lokalitě nalézt i vytesanou plošinku Karolínin odpočinek (německy: Karolinenruh) s kamennou lavicí opatřenou opěradlem ozdobeným reliéfem koruny s výrazným, ale dnes (2021) již téměř nečitelným názvem "Karolinenruh". Mezi další zajímavosti pak patří i skalní suk Vějíř nebo výletní místo (upravené péčí Horského spolku v letech 1913 až 1914) zvané Körnerova výšina
V lokalitě Dutý kámen se na kruhové skalní plošině (na plochém temeni Širokého kamene) nachází osmihranný kamenný stůl s lavicí. (Na východní straně stolu je v eliptickém medailonu vytesané datum zhotovení 19.7.1914 doplněné iniciálami kunratického Horského spolku a jménem jejího tehdejšího předsedy – učitele Franze Řeháka.) Na tomto stole byla kdysi astronomicko-geografická orientační tabule a sluneční hodiny. Z nich se do současné doby (rok 2021) dochovaly ale jen nepatrné zbytky.
Vyhlídka z Dutého kamene poskytuje dálkové pohledy na sever, kde se nachází Zelený vrch (586 m n. m.) a na jeho úpatí osada Drnovec, západním směrem je vidět město Cvikov a za ním pak ční výrazná dominanta vrchu Klíč (759 m n. m.), směrem na jih je pak k vidění zaoblený vrch Ortel (554 m n. m.).
Asi uprostřed hřbetu Dutý kámen se nachází nevelká, částečně zasypaná puklinová jeskyňka (až 20 metrů dlouhá) nazývaná Ševcovská díra. Skalní hřbet Dutý kámen disponuje ještě několika pojmenovanými skalními útvary, jimiž jsou: skalní masiv Bezcenná, skalní věž Děravec, skalní věž Sloupská jehla a skalní masiv Krásná stěna.

### Skalní kaple
Ve východní části obce Drnovec začíná žlutě značená místní stezka (spojnice mezi Drnovcem a Kunraticemi), vyznačená na podzim roku 2005. Stezka kopírující starou cestu vede z Drnovce do severní (horní) části Kunratic a prochází mělkým zalesněným údolím. Po průchodu kamenným úvozem zhruba 400 metrů chůze za obcí míjí cesta v pískovcové skále (ve tvaru antického chrámku) vytesanou Skalní kapli u Kunratic (někdy nazývanou jako Skalní kaple u Drnovce) a vedle ní (v sousední skále) v roce 1934 zřízenou lavičku.

### Dvojice vyhlídek
Na plochém zalesněném návrší (kóta 377 m n. m.) situovaném jižně od skalní kapličky se nachází místo nazývané Oysheide (později nazývaná Ackermannheide), kde kolem roku 1800 bývala údajně vojenská jezdecká škola. Na přelomu 19. a 20. století tu byla (v roce 1898) zřízena na počest 50. výročí panování císaře Františka Josefa I. (panoval od 2. prosince 1848 do 21. listopadu 1916) tzv. Císařskou jubilejní výšinu s vyhlídkou a nachází se tu i druhá vyhlídka, které se říkalo Ackermannova výšina.

### Karlův odpočinek
Asi 200 metrů severovýchodním směrem od skalní kaple v nevelké lesní skalnaté dolince se nachází uměle přitesaná pískovcová převislá skála s vytesanou lavicí – Karlův odpočinek Lavici vytesali do pískovcové skály členové místní kunratické sekce Horského spolku pro nejsevernější Čechy a věnovali ji z vděčnosti svému předsedovi Karlu Beckertovi. Nad lavicí je do převislé skály vyryt eliptický medailon s odpovídajícím textem.

### Jeskyně Waltro
Asi 370 metrů vzdušnou čarou severozápadním směrem od Karlova odpočinku (na místní žlutě značené turistické cestě) se asi v polovině jižního úpatí kopce (kóta 401 m n. m.) v nízké skále (v nadmořské výšce 375 m) nachází turisticky přístupná asi 8 metrů hluboká uměle upravená jeskyně Waltro. Z lesní cesty směruje návštěvníky k jeskyňce turistický ukazatel s lakonickým textem: „jeskyně Waltro / úkryt z 2. sv. války“. Nevelký skalní úkryt byl pojmenován Waltro – podle ilegální skupiny Waltera Hoffmanna (1923–1947), jenž ve zdejším regionu působila během druhé světové války.

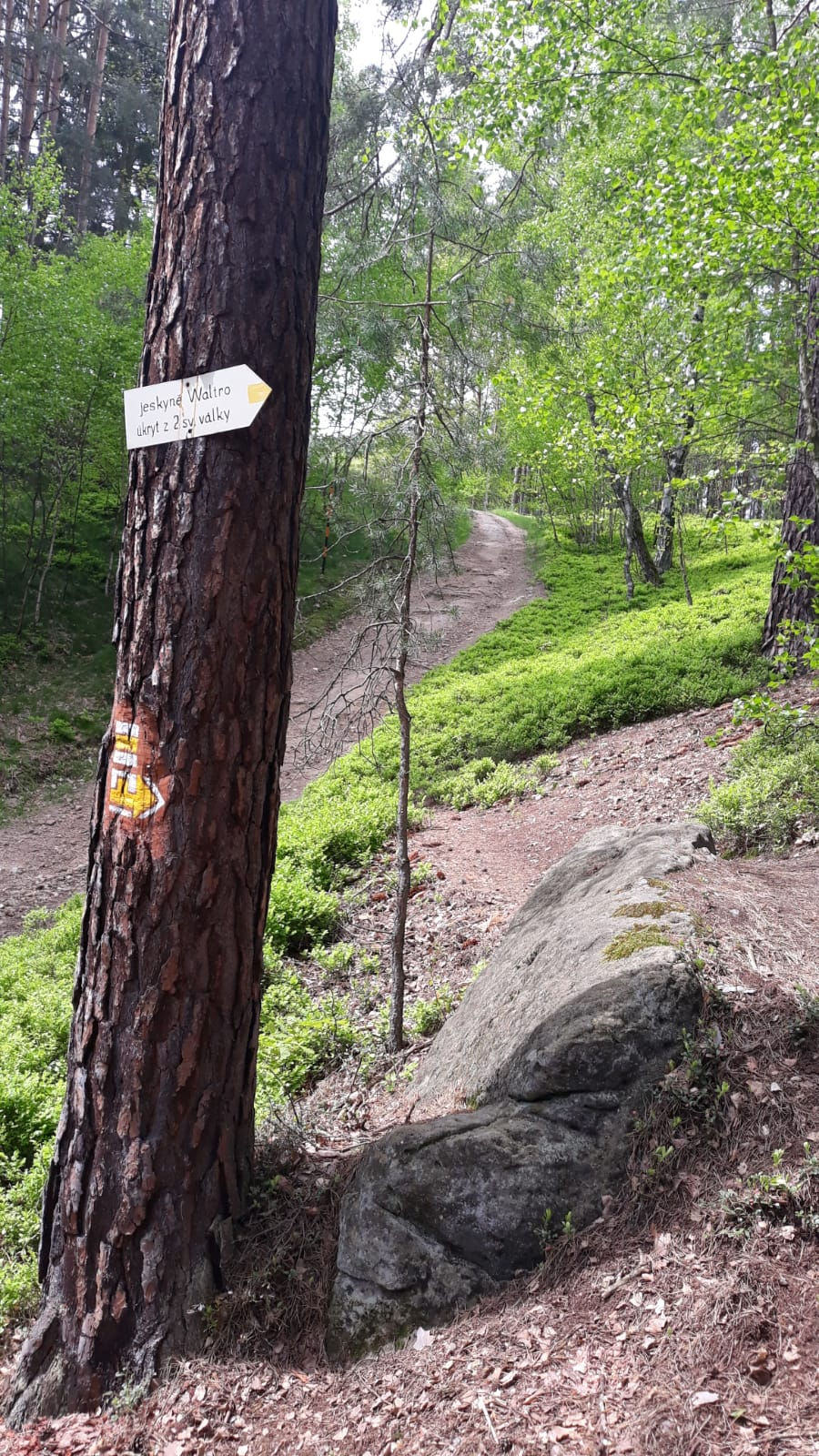
Turistický ukazatel k jeskyni
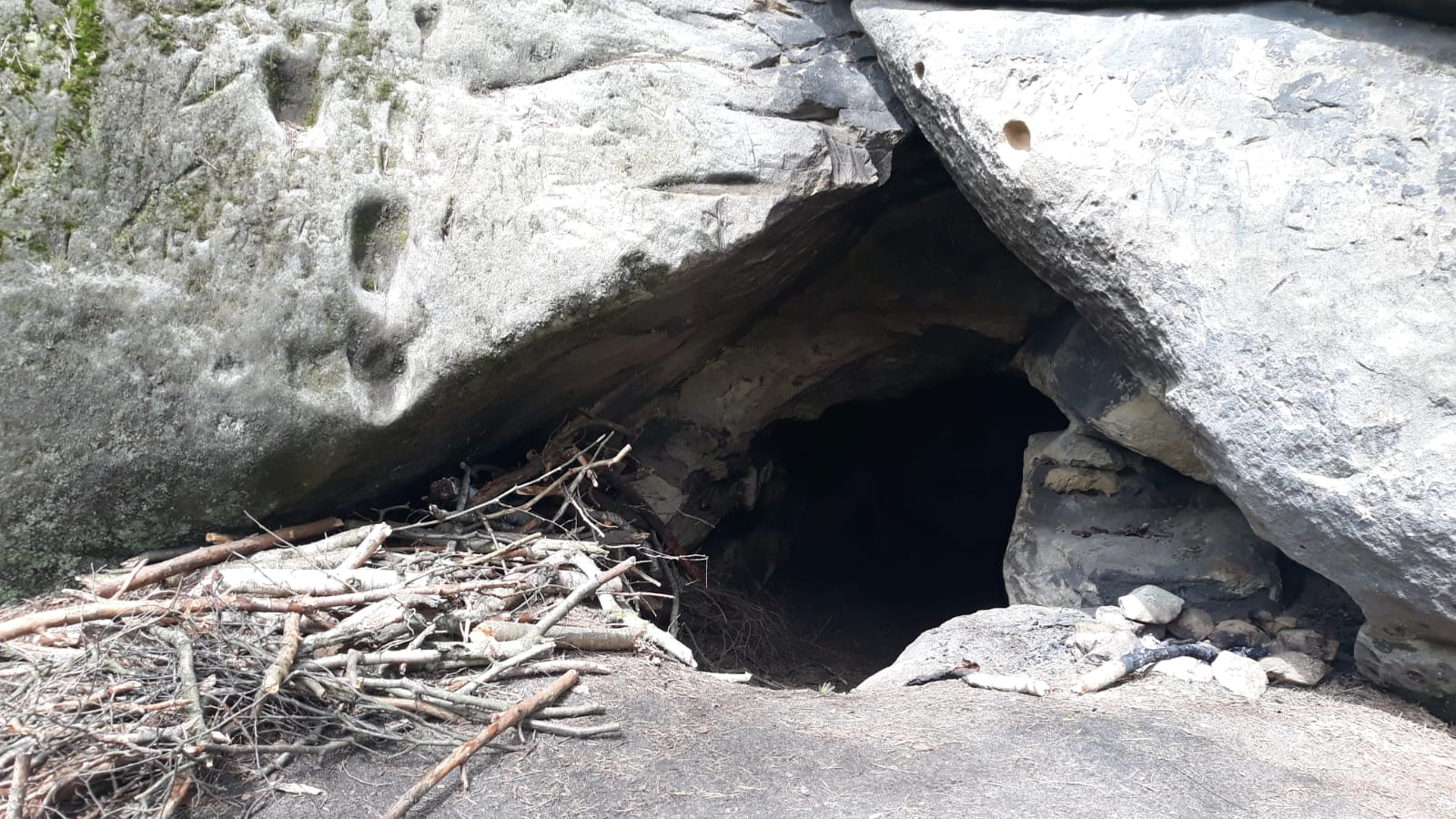
Vchod do jeskyně
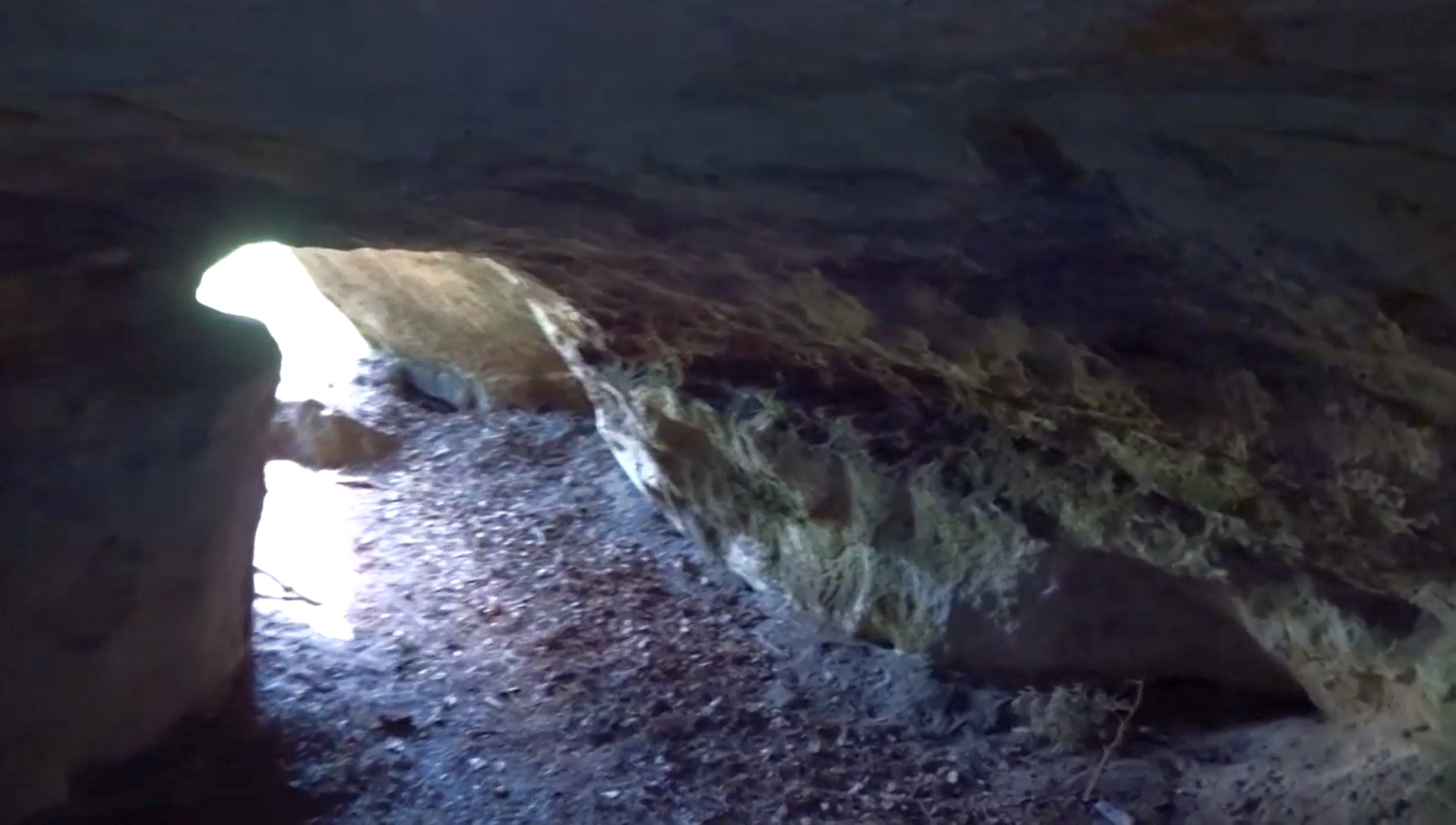
Vnitřek jeskyně

### Skalní reliéf Skála smrti
Na zeleně značené turistické značce vedoucí na jižním směrem z Kunratic se nachází velký skalní reliéf Skála smrti jehož námět vychází z místní legendy o krásné dívce pronásledované krutým rytířem.

### Další skalní reliéfy

#### Kamenný oltář Nejsvětější Trojice
Skalní reliéf – kamenný oltář Nejsvětější Trojice se nachází na žlutě značené turistické cestě vedoucí severním směrem z Kunratic. Cesta vede podél toku řeky Svitavky, míjí vlevo Dolní Kunratický rybník a před Horním Kunratickým rybníkem se stáčí na západ, aby se zhruba po 200 metrech opět vydala severním směrem. Kamenný oltář Nejsvětější Trojice se nachází při cestě asi po 300 metrech chůze od zmíněné zatáčky. Oltář vznikl kolem roku 1740 a jeho autorem je mařenický truhlář Franz Schier. Těžba kamene (v později zde založeném lomu) reliéf nepoškodila a oltář Nejsvětější Trojice tak mohl být renovován v roce 1904 a pak i v roce 1930.

#### Útěk Svaté rodiny do Egypta
Žlutě značená turistická cesta pokračuje od kamenného oltáře Nejsvětější Trojice severním směrem a asi po 300 metrech chůze (nedaleko od obce Mařeničky) je do pískovcové skály vytesáno další dílo – Skalní reliéf Útěk do Egypta. Reliéf vznikl kolem roku 1740, jeho autorem je rovněž mařenický truhlář Franz Schier a zachycuje útěk Svaté rodiny do Egypta: Josef s oslíkem, na kterém se veze Marie s Ježíškem v náručí.